# こいさんの満腹大冒険
『こいさんの満腹大冒険』（こいさんのまんぷくだいぼうけん）は、1990年代にテレビ大阪で放送されていたグルメ番組である。毎週土曜 19:00 - 19:30に放送されていた。
この番組は、女性ナビゲーター「こいさん」役の春藤睦が各界の著名人とともに彼らの大阪ゆかりの地を訪ね、彼らと話をしながら現地の料理や店を紹介するという、トーク番組とグルメ番組が一緒になったような内容で放送されていた。エンディングではビリー・J・クレイマー&ザ・ダコタスの「I'll Keep You Satisfied」をBGMに、各回で紹介した店の地図を表示していた。